# Марано Лагунаре
Мара̀но Лагуна̀ре (на италиански: Marano Lagunare; на венециански: Maran, Маран) е пристанищно село и община в Северна Италия, провинция Удине, автономен регион Фриули-Венеция Джулия. Разположено е на брега на лагуна Градо, близо до Адриатическо море. Населението на общината е 1965 души (към 2010 г.).